# Баффало (тауншип, Миннесота)
Баффало (англ. Buffalo) — тауншип в округе Райт, Миннесота, США. На 2000 год его население составило 10 097 человек.

## География
По данным Бюро переписи населения США площадь тауншипа составляет 75,8 км², из которых 68,0 км² занимает суша, а 7,8 км² — вода (10,35 %).

## Демография
По данным переписи населения 2000 года здесь находились 1938 человек, 622 домохозяйства и 539 семей.  Плотность населения —  28,5 чел./км².  На территории тауншипа расположено 638 построек со средней плотностью 9,4 построек на один квадратный километр. Расовый состав населения: 98,56 % белых, 0,62 % азиатов, 0,41 % — других рас США и 0,41 % приходится на две или более других рас. Испанцы или латиноамериканцы любой расы составляли 0,52 % от популяции тауншипа.
Из 622 домохозяйств в 46,6 % воспитывались дети до 18 лет, в 78,8 % проживали супружеские пары, в 5,1 % проживали незамужние женщины и в 13,2 % домохозяйств проживали несемейные люди. 10,9 % домохозяйств состояли из одного человека, при том 3,1 % из — одиноких пожилых людей старше 65 лет. Средний размер домохозяйства — 3,11, а семьи — 3,35 человека.
32,5 % населения — младше 18 лет, 6,7 % — в возрасте от 18 до 24 лет, 30,1 % — от 25 до 44, 24,1 % — от 45 до 64, и 6,6 % — старше 65 лет. Средний возраст — 36 лет. На каждые 100 женщин приходилось 104,4 мужчин.  На каждые 100 женщин старше 18 приходилось 102,6 мужчин.
Средний годовой доход домохозяйства составлял 59 531 доллар, а средний годовой доход семьи —  62 434 доллара. Средний доход мужчин —  41 424  доллара, в то время как у женщин — 26 944. Доход на душу населения составил 21 972 доллара. За чертой бедности находились 0,6 % семей и 1,9 % всего населения тауншипа, из которых 1,8 % младше 18 лет.